# Francisco de Toledo Herrera
Francisco de Toledo Herrera, S.J. (Córdoba, 4 de outubro de 1532 - Roma, 4 de setembro de 1596) foi um sacerdote jesuíta espanhol, cardeal da Igreja Católica, teólogo e exegeta no período da Reforma Católica. Foi o primeiro cardeal pertencente à Companhia de Jesus, na História da Igreja Católica.

## Biografia
Após estudar com Domingo de Soto, Toledo se tornou professor de filosofia na Universidade de Salamanca de 1555 a 1559.
Foi ordenado sacerdote em Salamanca em 1556 e dois anos depois, em 1558, entrou para a ordem dos Jesuítas. Após um período breve de formação espiritual foi chamado a Roma pelo Superior Geral, Diego Laynez, onde o Colégio Romano tinha grande necessidade de professores. Toledo sucessivamente (e com sucesso) ensinou Filosofia (1559-1562), Escolástica e Teologia Moral (1562-1569), e foi prefeito de estudos da universidade em rápido crescimento.
Na década de 1570, ele publicou uma série de comentários sobre as obras de Aristóteles.
Ele dirigiu o trabalho sobre a Vulgata Clementina, a revisão da Vulgata Latina publicada em 1598; este construído no Sistina Vulgata (o texto 1590), aprovado pelo Papa Sisto V.

## Trabalhos
Instructio sacerdotum ac poenitentium, 1601
Commentarii et annotationes in Epistolam Beati Pauli apostoli ad Romanos, 1602
Suas obras podem ser divididas em três classes:
1. Filosófico: "Introductio in dialecticam Aristotelis" (Roma, 1561), treze edições, aparentemente a primeira obra de um jesuíta a ser impressa no México; "Commentaria una cum quæstionibus in universam Aristotelis Logicam" (Roma, 1572), dezessete edições; "Commentaria de physica auscultatione" (Veneza, 1573), quinze edições; "De generatione et corrupte" (Veneza, 1575), sete edições; "De anima" (Veneza, 1574), vinte edições; "Opera omnia. Opera philosophica" (Lyons, 1586-1592), apenas um volume publicado.
2. Teológico: "In Summam theologiæ S. Thomæ Aquinatis enarratio" (4 vols., Roma, 1869), publicado pelo Padre José Paría, SJ; "Summa casuum sive instructio sacerdotum" (Lyon, 1599), quarenta e seis edições (espanhol tr., Juan de Salas; italiano, Andreo Verna; francês, Goffar; resumos em latim, espanhol, francês e italiano).
3. Exegético: "In sacrosanctum Joannis Evangelium commentarium" (Roma, 1592), nove edições; "In prima XII capita Sacrosancti Jesu Christi DN Evangelium secundum Lucam" (Roma, 1600), impressão dirigida pelo Padre Miguel Vázquez, SJ; "In Epistolam B. Pauli Apostoli ad Romanos" (Roma, 1602), aramaico tr., Padre Luis de Azevedo. Manuscritos: "Emmendationes in Sacra Biblia vulgata", corrigido por direção de Clemente VIII; "Regulæ hebraicæ pro lingua sancta intelligenda". Sermões: "Motivós y advertencias de casas dignas de refomación cerca del Breviario".[3]

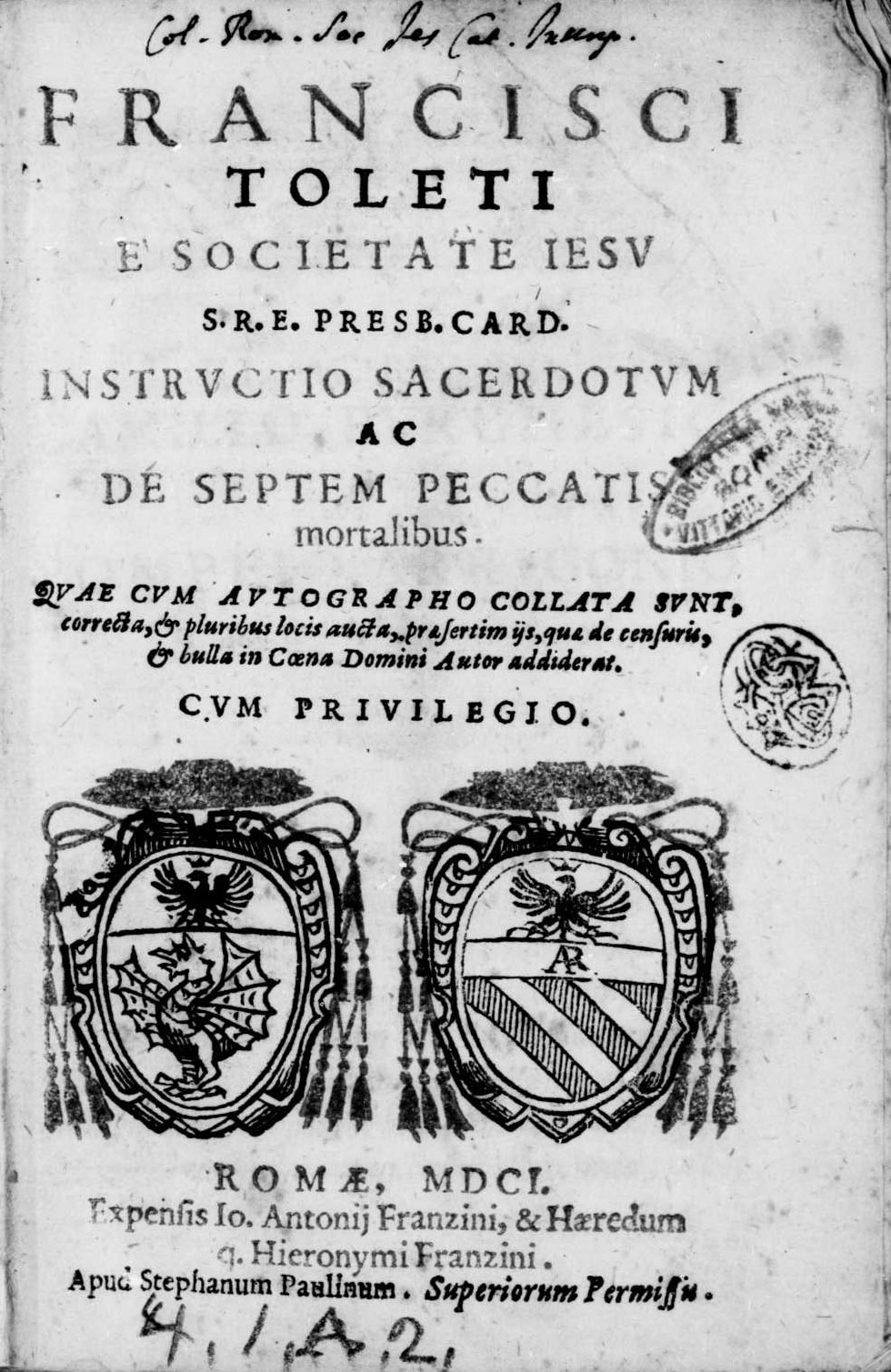
Instructio sacerdotum ac poenitentium, 1601
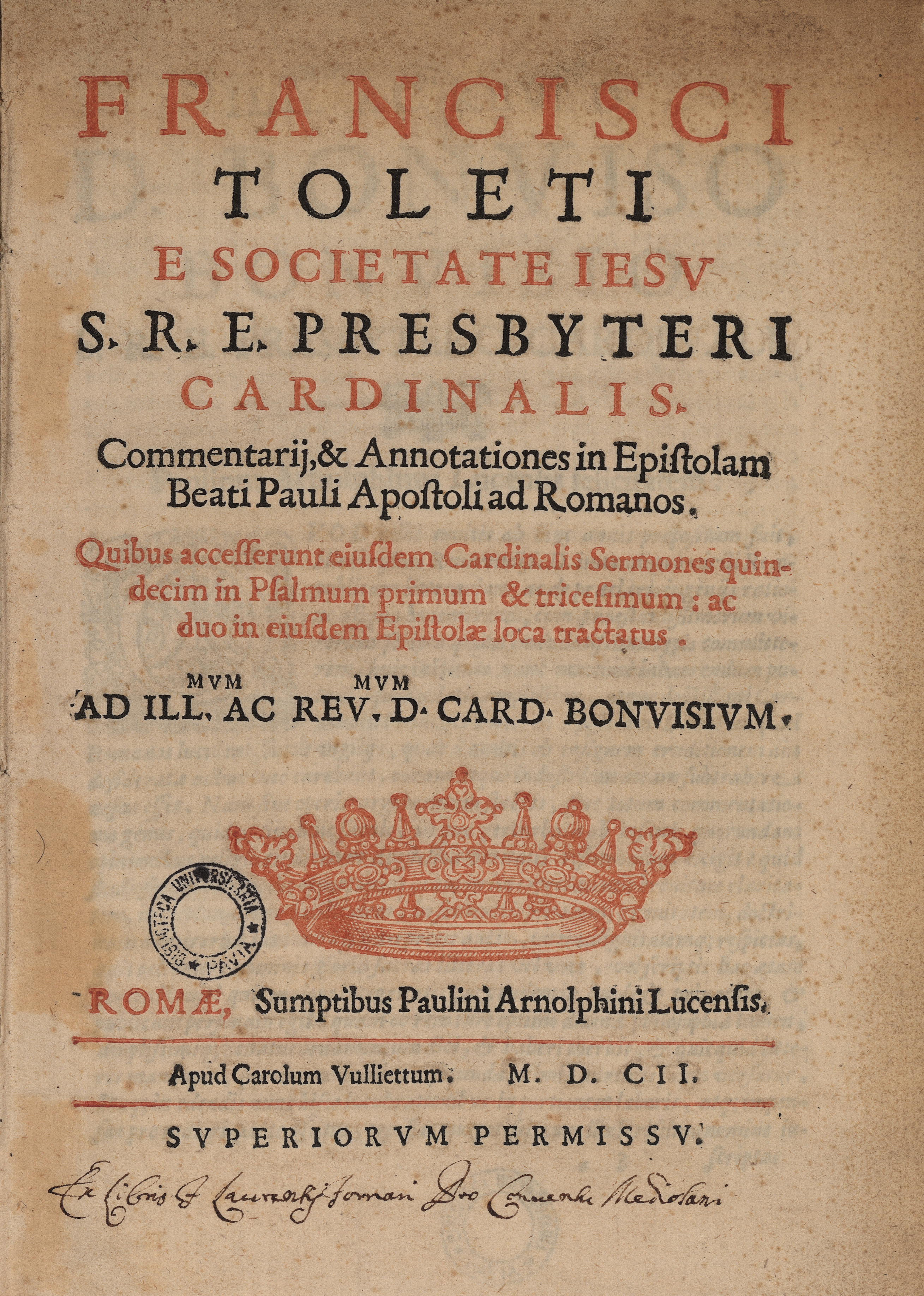
Commentarii et annotationes in Epistolam Beati Pauli apostoli ad Romanos, 1602